# Felip Curtoys i Valls
Felip Curtoys i Valls (1838, Eivissa - 1916, Eivissa) fou un advocat, escriptor i polític liberal, que obtingués el càrrec de representant de Sagasta a les illes Balears.

## Obres
- Biografia de Josep Miquel Trias (1882)
- Articles jurídies
- Poesies, algunes en català

## Col·laboracions
- Diaris d'Eivissa
- Dirigí El Tiempo, Ibiza i el Diario de Ibiza